# Fossil Bluff
Das Fossil Bluff (englisch, in Chile Acantilado Fósil ‚Fossilienkliff‘) ist eine markante Landspitze in Form eines Felsenkliffs an der Ostküste der Alexander-I.-Insel vor der Westküste der Antarktischen Halbinsel. Es markiert die Nordseite des Mündungsgebiets des Uranus-Gletschers in den George-VI-Sund.
Erstmals gesichtet wurde es möglicherweise durch den US-amerikanischen Polarforscher Lincoln Ellsworth, der bei einem Überflug am 23. November 1935 Teile der betreffenden Küste fotografierte. Teilnehmer der British Graham Land Expedition (1934–1937) kartierten es im Jahr 1936. Dabei entdeckten sie eine fossilienführende Gesteinsschicht, die dem Bluff seinen Namen gab. Eine neuerliche Vermessung nahm der Falkland Islands Dependencies Survey 1948 vor.
Das Fossil Bluff ist Standort der Fossil-Bluff-Station.